# Ingvar Carlsson
Gösta Ingvar Carlsson (tidigare stavat Karlsson), född 9 november 1934 i Borås, är en svensk politiker (socialdemokrat) som var Sveriges statsminister 1986–1991 och 1994–1996. Han var partiordförande för Socialdemokraterna mellan 1986 och 1996.
Carlsson var riksdagsledamot 1965–1996 för Stockholms läns valkrets (fram till 1970 i andra kammaren), utbildningsminister 1969–1973, bostadsminister 1973–1976, ställföreträdande statsminister 1982–1986 och miljöminister 1985–1986.

## Biografi

### Bakgrund, tidiga år
Ingvar Carlsson är son till lagerarbetaren Olof Karlsson (1888–1947) och textilarbeterskan Ida Johansson (1893–1976) och yngst av tre bröder. Hans förfäder kommer till stor del från Kinnarumma socken. Carlsson växte upp i Borås och blev medlem i SSU. Hans politiska engagemang väcktes av att han ansåg att dåtidens skolsystem var ojämlikt beroende på vilken klassbakgrund man hade. Trots små ekonomiska resurser i familjen kunde han studera på högre nivå och ta realexamen. Efter att ha blivit diplomerad företagsekonom 1955 fortsatte han med universitetsstudier vid Lunds universitet som 1958 avslutades med en pol.mag.-examen. Under sina studieår var Carlsson även aktiv i dåvarande Socialdemokratiska studentförbundet, däribland som ordförande för Lunds socialdemokratiska studentklubb (LSSK). 

### Tage Erlanders sekreterare och statsråd åt Olof Palme

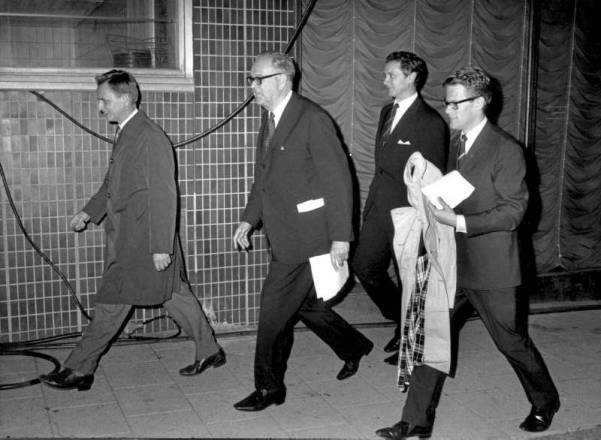
Olof Palme, Tage Erlander, Sten Andersson och Ingvar Carlsson 1968.

Han började i statsrådsberedningen där han var sekreterare åt statsminister Tage Erlander 1958–1960. Efter studier vid Northwestern University i Evanston, Illinois 1960–1961 var han 1961–1967 ordförande i SSU och blev riksdagsledamot 1965. Han var, tillsammans med Olof Palme, känd som en av "Erlanders pojkar". När Palme blev statsminister 1969 gjorde han Carlsson till utbildningsminister i regeringen Palme I. År 1973 bytte han ministerpost och blev bostadsminister. 
I regeringen Palme II, som tillträdde 1982, fungerade han som vice statsminister och var statsråd med ansvar för framtidsfrågor. Efter valet 1985 blev han också miljöminister.

### Första statsministertiden

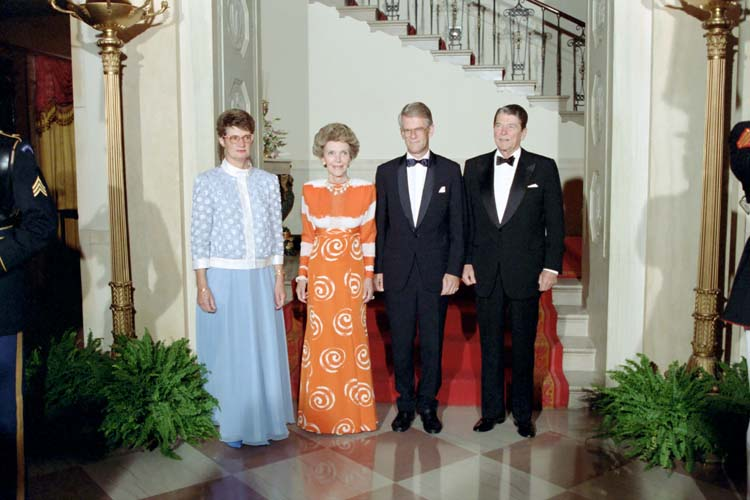
Sveriges statsminister Ingvar Carlsson och hustrun Ingrid tillsammans med USA:s president Ronald Reagan och hustrun Nancy vid inträdet till statsbanketten i Vita huset den 9 september 1987.

Några dagar efter mordet på Olof Palme 1986 valdes Carlsson till ny partiledare och statsminister. Tillsammans med finansminister Kjell-Olof Feldt kunde regeringen förvandla ett budgetunderskott på 90 miljarder kronor till ett överskott på några hundra miljarder, vilket ledde till stora investeringar och rekordlåg arbetslöshet. Som statsminister kunde han också genomdriva en omfattande reform av skattesystemet. Men Sveriges ekonomi försämrades alltmer i slutet av 1980-talet med en lägre tillväxt och överhettad ekonomi. Detta ledde till kritiserade besparingsåtgärder och den socialdemokratiska regeringens avgång i februari 1990. Carlsson hade ställt kabinettsfråga när regeringen lagt fram ett antal förslag, bland annat prisstopp, lönestopp och strejkstopp, för att möta den ekonomiska krisen. Samtliga andra riksdagspartier röstade nej, och Carlsson avgick. Underlag för en borgerlig regering fanns dock vid denna tid inte, så Carlsson bildade kort därefter ny regering, med aktivt stöd av Vänsterpartiet och passivt stöd av Centerpartiet.
Den fortsatt försämrade ekonomin i Sverige bidrog till förlust för Socialdemokraterna i riksdagsvalet 1991.

### Andra statsministertiden
Efter tre år med borgerlig regering och valseger i valet 1994 kunde Carlsson åter bilda regering. Denna lade fokus på att sanera de svenska statsfinanserna, och uppdraget gavs till den nytillträdde finansministern Göran Persson. Vid regeringsskiftet utlovade Carlsson att alla möjliga åtgärder skulle vidtas för att M/S Estonia skulle bärgas, något han sedan tog tillbaka vid ett tal i riksdagen den 15 december 1994, då han meddelade att platsen där M/S Estonia förliste skulle utgöra en gravplats och att den skulle täckas över. Beslutet att inte bärga M/S Estonia fick mycket kritik och många anhöriga kände sig svikna från regeringen som först utlovat en bärgning. Carlsson har i senare intervjuer sagt att han inte ångrat sig utan att det var rätt att inte bärga M/S Estonia.
Regeringsperioden blev tuff och den fick hård kritik från fackorganisationer och partimedlemmar för besparingar och skattehöjningar som gjordes.
Under sin andra ämbetsperiod som statsminister blev Carlsson den förste statsministern att bo i Sagerska huset.
I augusti 1995 meddelade Ingvar Carlsson att han ville avgå som partiordförande och svensk statsminister. Den naturliga efterträdaren ansågs länge vara dåvarande jämställdhetsminister och vice statsminister Mona Sahlin. Men till följd av Tobleroneaffären, som började i oktober, tog hon tillbaka sin kandidatur och avgick även senare ur regeringen. Den 5 december 1995 presenterade valberedningen finansminister Göran Persson som sin partiledarkandidat. Han valdes den 15 mars följande år på Socialdemokraternas partikongress till partiordförande, och den 22 mars till ny statsminister.

#### Socialdemokratins valresultat under Ingvar Carlsson
Under Ingvar Carlssons tid som partiordförande hölls tre riksdagsval. Valresultatet 1991 var socialdemokraternas sämsta sedan kosackvalet 1928, medan partiets resultat 1994 å andra sidan var det bästa sedan 1982 och inte har överträffats därefter.
|  | - 1988: 43,2% - 1991: 37,7% - 1994: 45,3% |

### Senare år
Ingvar Carlsson ledde 1999–2000 FN:s oberoende Rwanda-kommission, som undersökte varför FN inte lyckades stoppa folkmordet i Rwanda 1994. Han var ordförande i den statliga utredning som efter Göteborgskravallerna 2001 utredde händelseförloppet. Ingvar Carlsson har även varit ordförande i Stiftelsen Bergmancenter på Fårö.

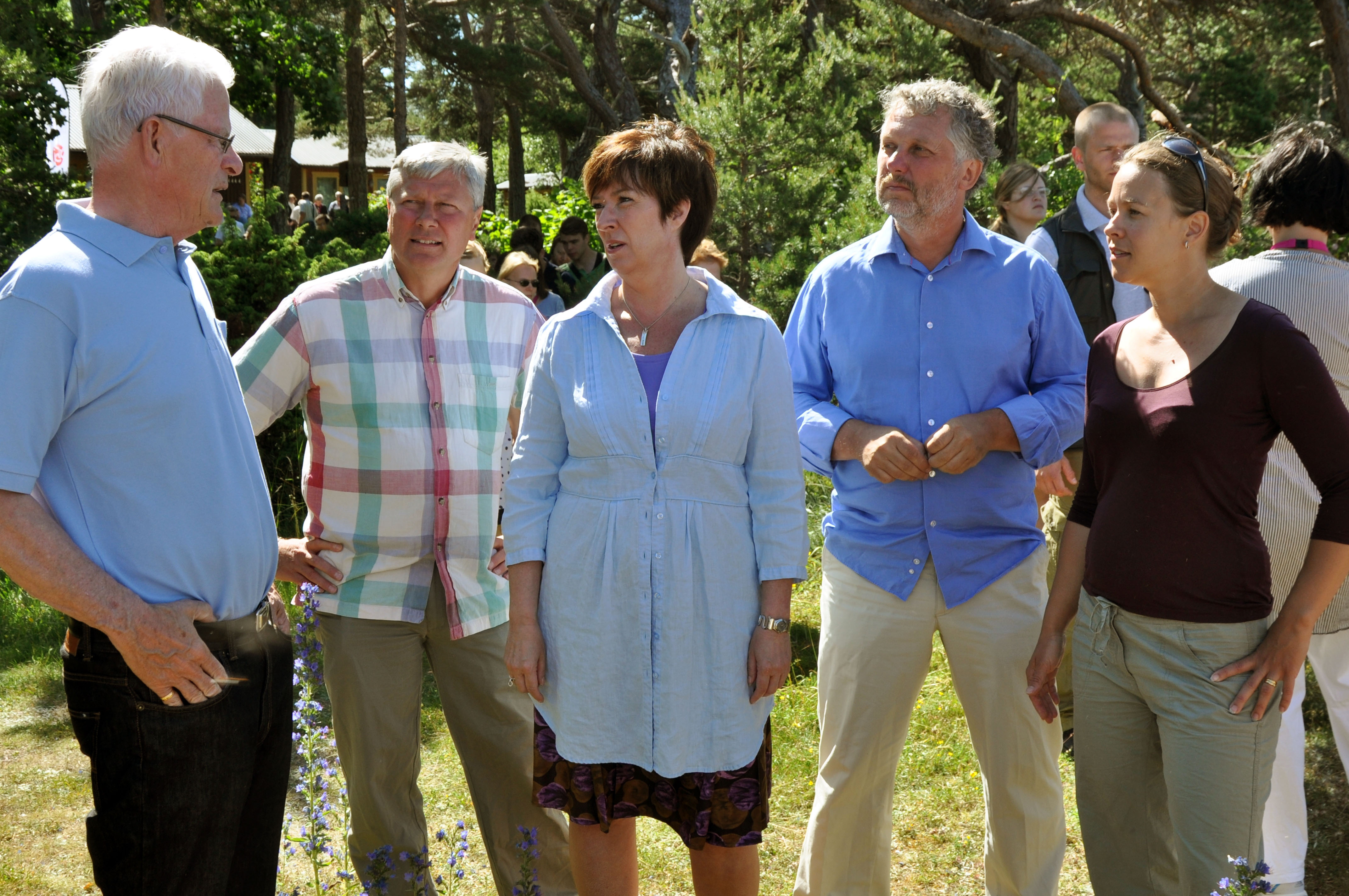
Rödgrön pressträff hos Ingvar Carlsson 2010. Från höger: Maria Wetterstrand, Peter Eriksson, Mona Sahlin och Lars Ohly.

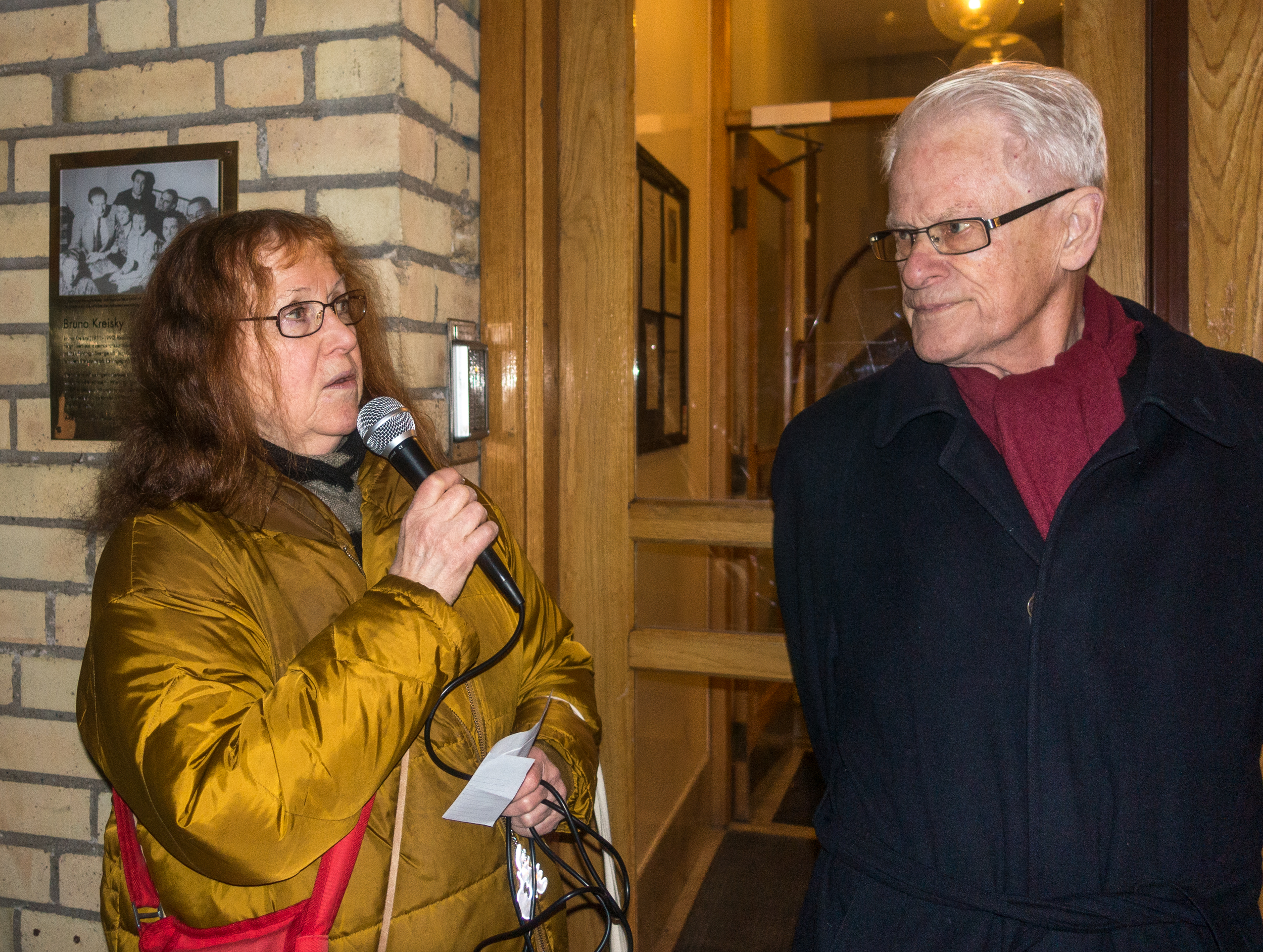
Ordförande för Arbetarnas Kulturhistoriska Sällskap (AKS), Kjersti Bosdotter och Ingvar Carlsson vid invigningen av minnesmärke för Bruno Kreisky på Blekingegatan 57 i Stockholm 2019.

## Familj och intressen
Ingvar Carlsson är gift sedan 1957 med bibliotekarien Ingrid Margareta Carlsson, född Melander den 9 april 1934, med vilken han har två döttrar.
Han är stor supporter av fotbollslagen IF Elfsborg och Wolverhampton Wanderers, och spelade i Elfsborgs ungdomslag som barn.